# Sesbania cinerascens
Sesbania cinerascens är en ärtväxtart som beskrevs av John Gilbert Baker. Sesbania cinerascens ingår i släktet Sesbania och familjen ärtväxter. Inga underarter finns listade i Catalogue of Life.